# Спекулятивная марка
Спекуляти́вная ма́рка (англ. speculative stamp), или спекулятивный выпуск (speculative issue), — в общем случае почтовая или непочтовая марка, неафишируемой целью выпуска которой (преимущественной или единственной) является сбыт тиража коллекционерам, а не декларируемая необходимость. За редкими исключениями, спекулятивные марки не обладают большой филателистической ценностью или не имеют её вовсе. Изготовление спекулятивных марок от имени другого эмитента без его ведома и разрешения во многих странах карается законом.

Марка виртуального государства Силенд (1970)

## Определение
В профильной филателистической литературе существуют несколько различных трактовок рассматриваемого понятия.
Эксперты сходятся в том, что целью спекулятивных марок является извлечение прибыли путём продажи дополнительного тиража коллекционерам, введённым в заблуждение относительно качеств товара — якобы предназначенного для реального обращения.
Концептуальные разногласия наблюдаются лишь в широте определения выгодоприобретателя, а именно: можно ли с точки зрения общественной морали считать откровенно коммерческие цели выпуска марок допустимыми не только для предпринимателей, но и для официальных государственных почтовых властей, либо эти власти не должны злоупотреблять интересом филателистов для пополнения казны. В зависимости от ответа филателистические источники трактуют понятие так или иначе.
Так, «Филателистический словарь» О. Басина (1968) относит к спекулятивным только частные эмиссии марок от имени виртуальных государств, полуофициальных частных почт, не имеющих легитимной почтовой самостоятельности (например, гостиничных), а также тиражи марок некоторых реально существующих небогатых государств по кабальным договорам с частными филателистическими агентствами, предусматривающих неограниченную допечатку тиражей (например, «марки Зеебека»).
«Филателистический словарь» В. Граллерта и В. Грушке (1977) трактует понятие шире. С его точки зрения спекулятивные эмиссии могут производиться как по частной инициативе, так и по инициативе официальных почтовых администраций. Этот источник выделяет среди признаков возможной спекулятивности следующие:
- чрезвычайно малый тираж;
- распространение среди ограниченного круга лиц;
- ограниченный срок годности или возможности применения;
- слишком частые выпуски марок экстремально большими тиражами в районах с малым почтовым обращением (например, в малонаселённых заморских островных колониях);
- ничтожный процент тиража, реализуемый через сеть почтовых отделений, а не через филателистические фирмы.

Журнал Linn’s Stamp News добавляет к ним ещё два характерных признака:
- чрезмерно большой размер серий почтовых марок;
- чрезмерно высокие номиналы марок серий, не вызванные почтовой необходимостью.

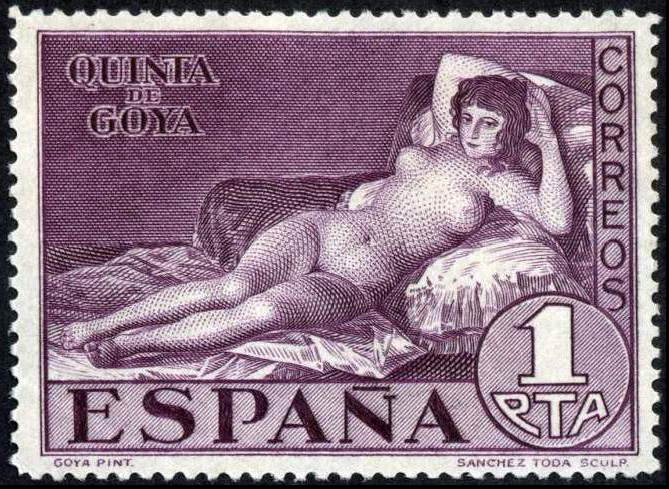
«Маха обнажённая» (1930)

Например, испанская серия «Маха обнажённая» — первые в мире почтовые марки в жанре ню, — были в почтовом обращении всего три дня, 15—17 июня 1930 года, имели намеренно завышенную, по сравнению с обычными почтовыми тарифами, номинальную стоимость (они продавались за сумму, эквивалентную американским $5 того времени), гасились четырьмя разными видами штемпелей и были заказаны в лондонской типографии Waterlow and Sons частным образом, но государственная почта Испании (Correos) в обмен на часть тиражей признала этот выпуск легитимным. Позже Waterlow and Sons несколько раз допечатывала скандальную серию с оригинальных печатных форм, выбросив на рынок тиражи, вдесятеро превышающие изначальные.
Большинство профильных специалистов увязывают понятия спекулятивной и фантастической марки, некоторые объединяют их общим термином «спекулятивно-фантастический выпуск» и/или «мошеннический выпуск». Например, «Большой филателистический словарь» (1988) называет так различные фантастические марки, выдаваемые за официальные знаки почтовой оплаты легитимных почтовых администраций, и указывает, что большинство фантастических марок (но не все) являются спекулятивными. В. Новосёлов, ссылаясь на журнал Gibbons Stamp Monthly, вводит русскоязычный термин «незаконные выпуски», называя так спекулятивные и фантастические выпуски.
В. Граллерт и В. Грушке, однако, выделяют при этом в особую категорию «марки официальные фантастические», подразумевая под этим легитимно выпускавшиеся почтовыми властями новоделы в изменённых цветах или с не существовавшими в реальном почтовом обращении номиналами. В. Федосеев, трактуя спекулятивно-фантастические выпуски, констатирует:
Иногда действительно трудно провести границу, до которой марку можно по-настоящему считать маркой, а за которой она уже — «макулатура». Здесь наибольшее значение имеет вопрос о законности выпуска марок.

## Незаконные выпуски
Спекулятивные марки обнаружились на филателистическом рынке уже через несколько лет после появления первых официальных почтовых марок, когда стала зарождаться филателия и обозначился явный массовый интерес к выпускам далёких заморских стран.

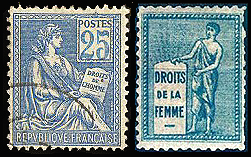
Почтовая марка Франции Мушон (стандартная серия Франции), «Права человека» (1900) и пропагандистская марка суфражисток «Права женщины»

В 1844 году, спустя всего четыре года после появления первой почтовой марки мира — «Чёрного пенни», — у марочных дилеров можно было приобрести марки неназванной британской пароходной компании, суда которой якобы курсировали между четырьмя городами Китая — Амой, Гонконг, Шанхай и Нингпо. Помимо англоязычной надписи «Amoy—Hongkong—Shanghai—Ningpo», на марках уместились орёл с флагом, пагода, человек с зонтиком и корабль в обрамлении нечитаемых иероглифов.
Однако уже с последней четверти XIX века обнаружилось, что выпущенные по частной инициативе марки могут нести и пропагандистский заряд и использоваться для популяризации в обществе тех или иных идей. Многие из них предназначены для наклеивания на конверты и почтовые карточки не вместо, а рядом с теми или иными официальными знаками почтовой оплаты — в этом, по замыслу, состоит политический жест.
Кроме того, в больших количествах подобные марки выпускались и выпускаются различными сепаратистскими движениями, правительствами в изгнании, а также противоборствующими сторонами военных конфликтов. Заметный вал подобной продукции пришёлся на первые десятилетия XX века.

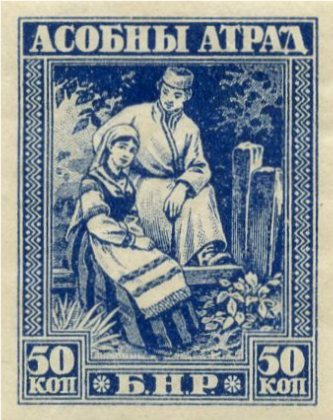
Марка Особого отряда БНР (1920)

Порой сложно определить, являются ли такие марки спекулятивными, а именно: какая цель при их выпуске в том или ином случае была основной, стремление увеличить количество сторонников или нажиться на последних, — ведь тиражи марок распространялись за плату (порой последняя прописана на них же как номинал). Очевидно, например, что большинство частных агитационных выпусков за независимость Ирландии (1865—1922) спекулятивными назвать нельзя, поэтому для таких марок в филателии придуман особый «щадящий» термин — «марки-предшественницы».
В то же время, например, марки так называемого «Особого отряда БНР», заказанные пребывавшей в Риге после разгрома Белорусской Народной Республики «Военно-дипломатической миссией БНР в Латвии и Эстонии» в январе 1920 года министру финансов Латвии Роберту Эргардту за счёт латвийских средств, откровенно преследовали спекулятивные цели. Вот отрывок из письма министру:
В целях удешевления издания Особый Отряд БНР хотел бы получить по 500 000 экземпляров каждого достоинства марок не прорезанными по краям, а из них половину (то есть 250 000 непрорезанных) ещё и без гуммиарабика…
И действительно — несмотря на уничтожение по акту литографского камня и клише этих марок, уже в марте 1920 года последние стали в больших количествах обнаруживаться на филателистических рынках Германии и Латвии и были расценены как фальсификаты.

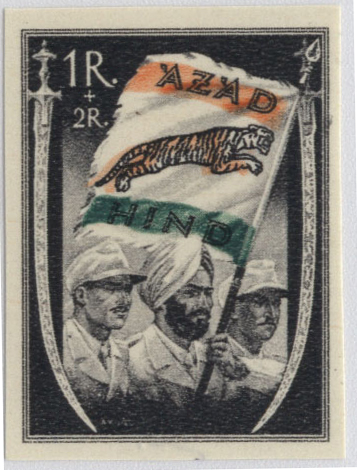

В некоторых случаях подобная продукция оказывалась спекулятивной не сразу. Такова, например, берлинская серия марок 1943 года для Азад Хинд — созданного при поддержке Японской империи марионеточного «Временного правительства Свободной Индии» Субхаса Чандра Боса. Поскольку предполагалось ввести эти марки в обращение на захваченной территории Британской Индии, тираж каждого номинала (кроме 1 + 2 рупии[≡]) составлял по 1 млн экземпляров. В реальности же все эти экземпляры так и остались в Третьем рейхе до конца войны, после чего в 1949 году были негласно вывезены в Западную Германию, где, будучи выброшены на рынок, превратились в спекулятивно-фантастический выпуск.

## Законные выпуски
Если трактовать понятие спекулятивности максималистски, то очевидно, пишет В. Новосёлов, что все утилитарные потребности почты в знаках почтовой оплаты могут быть удовлетворены единственной стандартной серией марок, издаваемой из десятилетия в десятилетие (например, норвежская серия дефинитивов «Почтовый рожок» выпускается без перерывов с 1872 года до сих пор) с коррекцией номиналов по мере увеличения тарифов из-за инфляции — а любое «излишество» уже может трактоваться как направленное в угоду коллекционерам с целью извлечения прибыли, а значит спекулятивное.

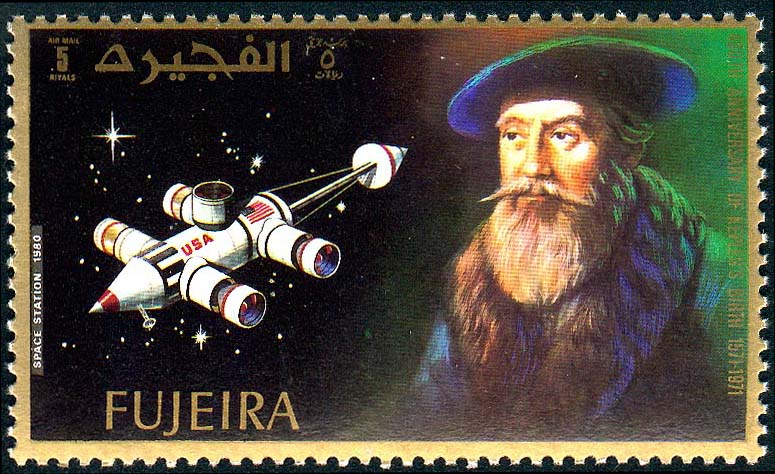
Эмират Фуджейра (ОАЭ): 400-летие со дня рождения Иоганна Кеплера (1971)

Поэтому с первых же лет после изобретения почтовой марки сбалансированность эмиссионной политики почтовых администраций стала вызывать пристальное внимание (и, порой, критику) со стороны формировавшейся филателистической общественности. Для стимулирования интереса со стороны коллекционеров к выпускаемым почтовым маркам первые практикуют всё новые и новые способы, и в каждом конкретном случае общественный консенсус по поводу приемлемости последних вырабатывается не сразу.

### Коммеморативные марки
Как реакция на спекулятивные эмиссии, в мае 1895 года при поддержке Королевского филателистического общества Лондона и Американского филателистического общества было создано Общество борьбы со спекулятивными марками (Society for the Suppression of Speculative Stamps, SSSS). Однако спустя два года оно самоликвидировалось из-за нежелания значительной части дилеров бойкотировать подобную продукцию при наличии выраженного спроса на неё.
В рамках сообщества обнаружились неразрешимые противоречия: радикалы предлагали считать спекулятивными любые коммеморативные (памятные) марки, даже выпущенные легитимными властями, поскольку основной целевой аудиторией первых являются коллекционеры. В дальнейшем, однако, стало очевидным, что если эмиссионная политика становится неумеренной и филателистические новинки появляются слишком часто и по любым поводам, филателистический интерес к таким выпускам и такой стране обычно теряется естественным образом.

### Полупочтовые марки
Впрочем, рыночные механизмы регулирования срабатывают не всегда. Например, после того как в 1920 году Всемирный почтовый союз (ВПС) разрешил оплачивать почтово-благотворительными (полупочтовыми) марками международную корреспонденцию (и, тем самым, приравнял их по статусу к обычным), почтовые администрации ряда стран попытались использовать модную идею в спекулятивных целях — что повлекло чрезмерную частоту выпуска марок и необоснованно высокие суммы сборов на непочтовые цели.
Так, в 1940-е годы в Бельгии, Люксембурге и Франции количество почтово-благотворительных эмиссий составляло более 50 % от общего числа изданных. Бельгийская марка 1945 года, посвящённая послевоенному восстановлению экономики (Sc #B395), установила своеобразный рекорд: при почтовом сборе в 1 франк надбавка составила 30 франков. Кроме того, с целью стимулирования покупателей многие почтовые администрации стали выпускать подобные марки уменьшенными по сравнению с обычными выпусками тиражами.
Международная федерация филателии (ФИП) вынуждена была принять ряд решений, направленных на ограничение таких эмиссий. В частности, по действующим правилам ФИП сумма дополнительного сбора на благотворительные цели не должна превышать 50 % от номинала. Марки, выпущенные с нарушением этого условия, относятся к категории «вредных для филателии» выпусков и не допускаются для экспонирования на филателистических выставках, организуемых под эгидой ФИП.

### Коммерческие «редкости»
Дешевизна и доступность технологии надпечатывания почтовых марок порождает соблазн для почтовых ведомств стран третьего мира использовать её для повышения внимания филателистов. В ряде случаев малоопытные и/или стеснённые в средствах молодые государства, оказавшись перед необходимостью освоения отпечатанных прежними режимами или бывшими метрополиями тиражей марок, решают извлечь сиюминутную прибыль, наводняя рынок спекулятивными (коммерческими) надпечатками и перепечатками, как правило, по бросовым ценам.
Отличительными особенностями подобных спекулятивных марок является ненормальное обилие поводов в короткий временной промежуток, нарочитые разновидности (например, надпечатки разными цветами, включая бронзу, посеребрение и позолоту) а также заметное на глаз желание почтовой администрации «угодить сразу всем» — то есть совместить в одной марке или серии как можно больше ходовых филателистических тем.

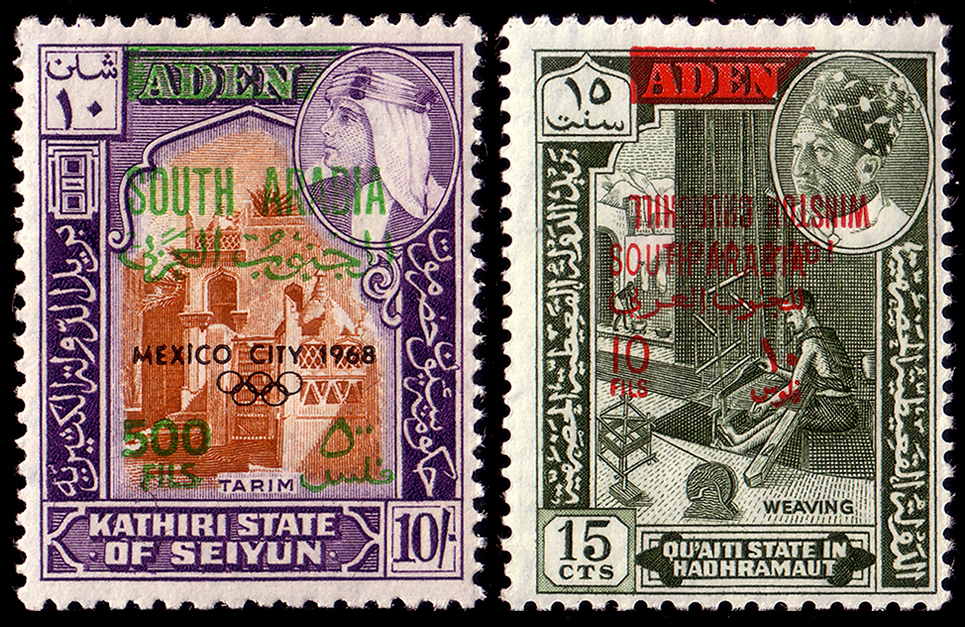

Зачастую темы спекулятивных выпусков не только не имеют отношения к стране-эмитенту, но и могут прямо противоречить религиозным канонам допустимого: например, марки исламских стран могут посвящаться христианским праздникам, изображать обнажённую натуру и т. д. Для повышения продаж многие эмиссии намеренно сопровождаются небольшими партиями на золотой и серебряной фольге, блоками, малыми листами, беззубцовыми, стереоскопическими, уменьшенными в размерах вариантами, полиграфическим браком и ошибками.
Известен пример, когда после деколонизации Южного Йемена в 1968 году на марках различных султанатов протектората Аден британских времён были сделаны одновременно 16 надпечаток в различных сочетаниях — текста «Южная Аравия», изменённых номиналов в новой валюте, пять олимпийских колец к Олимпиаде в Мехико и остальным Олимпийским играм, начиная с берлинских, а также имя Уинстона Черчилля в нормальном и перевёрнутом виде, с годами его жизни и без (cм. иллюстрацию справа[≡]).

### Стерилизация марок
В тех случаях, когда почтовое ведомство с целью извлечения максимальной выгоды опускает цены на сбываемые оптовикам марки ниже номинала, перед ним встаёт проблема маркировки аннулируемых тиражей. Если последние продавать ниже номинала нетронутыми, отправляющие почту коммерческие организации получают возможность существенной экономии, пересылая свою почту через такую страну-эмитента, — в результате чего на почтовую систему этой страны может лечь непомерная нагрузка, способная повлечь дезорганизацию почтового сообщения и даже банкротство почты. Для предотвращения подобных последствий почтовые администрации склонны прибегать к различным способам снятия с себя соответствующих почтовых обязательств.

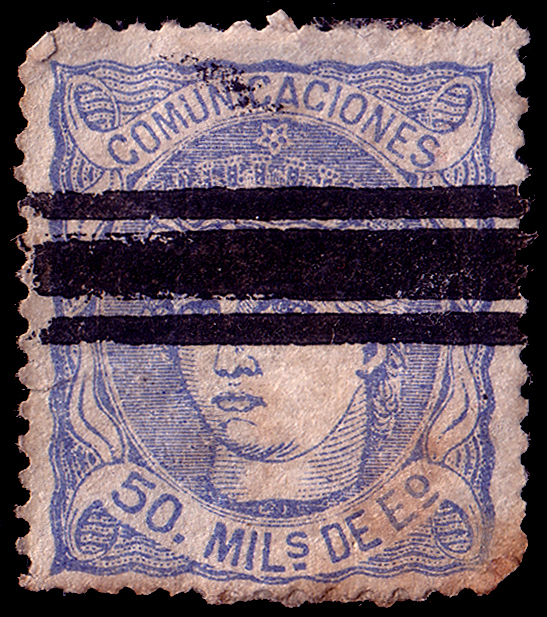
Фиктивное гашение марки Испании, 1870(Sc #166). Каталожная цена — ¢35, в негашёном виде — $10

Порой это делается путём запуска в продажу части марок в «недоделанном» виде (см. чернодрук), в изменённых цветах или с отличиями дизайна, надпечатывания заметной части тиража словами «Образец» (см., например, серию германских марок «Яхта „Гогенцоллерн“»), «Репринт», «Факсимиле» и др., перфинами или даже пробо́ем. Самый распространённый, однако, способ, позволяющий максимально сохранить внешний вид и физическую поверхность почтовой марки и, в то же время, изъять её из почтового оборота, — фиктивное гашение.
Погашенные подобным образом экземпляры обычно сто́ят в несколько раз дешевле чистых и даже реально прошедших почту гашёных. Значимая часть опытных филателистов не признаёт фиктивно погашенные марки полноценными объектами для коллекционирования. Однако прямых запретов ФИП на экспонирование этих марок в коллекциях не существует, всё зависит от конкретики.
Особыми видами фиктивного гашения, как правило, являются конверты первого дня (КПД) и картмаксимумы — в случае, если они не проходили почты, однако официально погашены почтовым штемпелем, обычным либо специально изготовленным к дате выхода в свет. Часто КПД и картмаксимумы не содержат даже почтового адреса. Их коллекционирование представляет собой, однако, самостоятельные и весьма популярные отрасли филателии.

### Марки для автономий
Некоторые почтовые администрации как развитых стран, так и стран третьего мира практикуют выпуск отдельных почтовых марок для своих автономий и зависимых территорий. Официальной целью при этом обычно заявляется популяризация последних у туристов. В ряде случаев такие выпуски являются одним из следствий сложных политических процессов обособления (например, Гренландии) или, напротив, интеграции (ОАЭ, Гонконг и Макао) этих образований.

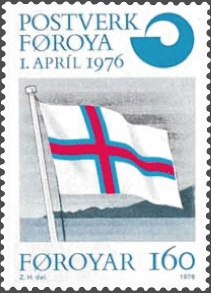
Флаг островов на марке Фарер(Mi #22)

В таких случаях, как правило, со временем обособляется и местная почтовая администрация. К примеру, с 1962 года наименования населённых пунктов на штемпелях датской автономии Фарерских островов указываются на фарерском языке. В 1975 году Фареры получили право выпускать собственные марки, хотя их почта продолжала оставаться частью почтовой системы Дании. В 1976 году была создана независимая Фарерская почтовая служба.
Однако с конца 1960-х годов стали появляться и такие почтовые марки зависимых территорий, почтовая необходимость в которых не столь очевидна. Например, почта Португалии с 1980 года эмитирует марки для своих автономий — Азорских островов и Мадейры. Гренада с 1973 года распространяет знаки почтовой оплаты собственной автономии Карриаку и Малый Мартиник, а Великобритания — коронных земель Гернси (с 1969), Джерси (с 1969) и острова Мэн (с 1973) и т. д.
Особенности и статус таких региональных марок могут отличаться: например, в Португалии или на Гренаде они допускаются к франкировке почтовой корреспонденции по всей стране, а в Великобритании — нет. Почтовые марки Мальтийского ордена, которые он выпускает с 1966 года, допущены к обращению по всей территории Италии с 2004 года, хотя Орден до сих пор не является членом ВПС.
Это же относится и к почтовым маркам Святой Горы Афон, выпускаемым для неё с 2008 года Греческой почтой. Появление особых марок для Афона, население которого составляют лишь 2 тыс. монахов, вызвало неодобрение организаций филателистов всей страны — Греческой филателистической федерации (греч. Ελληνική Φιλοτελική Ομοσπονδία) и Филателистического общества Греции — из-за признаков спекулятивности. При этом почтовая администрация Святой Горы пользуется независимым членством в учреждённой ВПС Всемирной ассоциации по развитию филателии (ВАРФ). Цели Греческой почты очевидны: ежегодно Афон принимает более 1 млн туристов.

## Противодействие спекуляциям

### Незаконные марки
Всемирная ассоциация по развитию филателии (ВАРФ), учреждённая ВПС, ФИП и рядом других международных профильных организаций, ведёт проект по учёту и присвоению номеров маркам, выпущенным легальными почтовыми администрациями стран мира, в виде соответствующей базы данных и с помощью особой системы нумерации ВАРФ. В ней учитываются только те выпуски марок, которые заявлены почтовыми администрациями — участниками проекта, причём изображения и описания всех официальных марок доступны на сайте проекта. Соответственно, любые незаконные выпуски остаются за бортом системы.
Международное бюро ВПС выпускает периодические циркуляры с перечнями незаконных выпусков от имени той или иной администрации, о которых ему стало известно (чаще всего по жалобам правообладателей). Циркуляры доступны на официальном сайте ВПС. Кроме того, подавляющее большинство незаконных выпусков не попадает в авторитетные каталоги почтовых марок (если об этом там не заявлено прямо).

### Законные марки
Поскольку некоторые легитимные почтовые администрации продолжают как пробовать уже дискредитировавшие себя в иных местах способы стимулирования спроса на выпускаемые ими почтовые марки, так и периодически изобретать и использовать новые, ФИП на своих конгрессах вынуждена уделять время оценке спекулятивности конкретных случаев, находя разумный баланс. На этой основе формируется «чёрный список» ФИП. Все марки, включенные в этот список, не разрешается экспонировать на филателистических выставках под патронатом ФИП.
Крупнейшие мировые каталоги почтовых марок (в частности, «Скотт», «Стэнли Гиббонс» и «Ивер и Телье») не указывают цены на марки из «чёрного списка» ФИП, не дают их иллюстраций и не присваивают им каталожных номеров, а ограничиваются общей краткой информационной записью о характере таких эмиссий. Каталог «Михель» в этом вопросе более либерален — это, например, касается «песчаных дюн» (спекулятивных выпусков аравийских княжеств 1963—1973 годов).

## Восстановление репутации
Пройдя период неумеренной эмиссионной политики и столкнувшись с его негативными последствиями, страны-эмитенты порой вынуждены восстанавливать свою репутацию долгие годы. Иногда для этого они прибегают к радикальным мерам. Так, Почта Ватикана, практиковавшая массовое изъятие из обращения ранее выпущенных почтовых марок ради распродажи неиспользованных тиражей филателистам, задним числом восстановила платежеспособность всех своих марок, увидевших свет после 1963 года.
Аналогично поступила и Почта Венгрии, вернув полноценность всем эмиссиям с 1946 года. Некоторые почтовые ведомства — в частности, Сан-Марино, Питкэрна и др. — физически ликвидировали запасы, чтобы уменьшить давление на рынок. Почта России, почувствовав падение спроса на российские марки 1995—1997 годов, издала Приказ № 213 от 17 декабря 1998 года о снятии с продажи и уничтожении тиражей этих лет. При этом оставшиеся у населения такие марки были введены в оборот повторно с коэффициентом деноминации рубля 1998 года 1000:1.
Разумеется, после этого такие почтовые администрации обычно сводят свои новые выпуски до разумного минимума. Например, Бурунди, выпустивший за первые 10 лет своего существования более 1,5 тыс. почтовых марок, не считая беззубцовых, в 1987 году эмитировал девять марок и четыре блока, а в 1989-м — всего девять. Экваториальная Гвинея, издавшая за 7 лет около 1,6 тыс. марок, в 1987 году сократила выпуск до девяти, а в 1989-м — до 11 штук. Заир, прежде тоже отличавшийся неумеренностью, в 1987—1990 годах не издал вообще не одной почтовой марки, поскольку хватало старых запасов.
Среди «одумавшихся» стран-рекордсменов 1960-х — 1970-х годов — Парагвай, Панама, Бутан, Чад и др. Впрочем, одних лидеров замещают другие. К примеру, журнал Michel-Rundschau, который ежегодно составляет рейтинг наиболее плодовитых почтовых администраций мира, в 1990-х годах помещал во главе этого списка марки латиноамериканской Гайаны — например, в одном лишь 1995 году она эмитировала 449 почтовых марок. Подавляющего большинства их в реальном почтовом обороте не было или почти не было.
В 1972 году тогдашний министр финансов небольшой островной зависимой территории Британские Виргинские Острова Уиллард Уитли сформулировал оптимум для своей страны так:
Более $3 млн в год получает администрация Виргинских островов от выпуска почтовых марок. 90 % тиража почтовых марок поступает в альбомы коллекционеров. Установлено, что для того, чтобы сохранить к ним интерес филателистов, почтовой администрации необходимо выпускать четыре серии марок в год. Если серий будет больше, то марки Виргинских островов утратят свою исключительность, если их станет меньше, нас забудут.
Позже эта территория, как и некоторые другие бывшие островные колонии (Монтсеррат, Сент-Люсия, Сент-Винсент и Гренадины и Тувалу), всё-таки попала в зависимость от британского агентства «Филателистс Лимитед», наводнявшего профильные рынки почтовыми марками от имени перечисленных почтовых администраций вплоть до 1987 года, когда спрос лавинообразно рухнул и агентство обанкротилось. Для стимулирования продаж оно, в дополнение к общегосударственным выпускам, издавало и марки почти для каждого населённого острова архипелага Тувалу в отдельности.